# Nadine Al Rassi
Nadine El Rassi (en árabe: نادين الراسي‎; nacida el 4 de septiembre de 1979 en Rahbeh ) es una actriz libanesa. Comenzó su carrera en 1999 y ha ganado el Murex d'Or tres veces.

## Biografía
El Rassi nació en el pueblo de Rahbeh en la gobernación del norte en el seno de una familia artística. Su padre, Khalil El Rassi, es un jugador de Oud. Su madre es una siria de Marmarita. Su hermano menor Georges Al Rassi es cantante. Comenzó su carrera como modelo y participó en videos musicales para Fadl Shaker y Wael Jassar. Su primer papel actoral fue en la serie de televisión Al bashwat en 1999. Posteriormente, ganó el premio Murex d'Or en 2007 a la mejor actriz de reparto por Ghanouja bea ( Dad's Girl ). Un año después, ganó el premio a la mejor actriz principal por la serie de televisión My son. En 2010, ganó el mismo premio por tercera vez. También ganó el premio Oscar Stars en 2015 como mejor actriz por la serie de televisión Love Story.
Estuvo casada tres veces. Su primer matrimonio fue en 1996 con Hatem Hadshiti, se divorciaron después de un par de años y un hijo. Su segundo matrimonio fue con un empresario y actor libanés Jessicar Abi Nader en 2001, tuvieron dos hijos y se divorciaron en 2016. Su tercer matrimonio fue con un presentador de televisión, Raja Nasser El Deen, en 2017, pero se divorciaron después de un año.
Después de su divorcio de Jessicar Abi Nader, entró en una batalla legal por la custodia de sus hijos. Generó controversia al declarar ser Muslahiya y creer tanto en el cristianismo como en el Islam. También fue criticada por sus comentarios contra los refugiados sirios en el Líbano, pero luego se disculpó por estos comentarios.
A fines de 2018, culpó a su familia por repudiarla cuando necesitaba ayuda. Durante las protestas libanesas de 2019-2020, acusó a la Banco del Líbano de tomar su casa y su incapacidad para alquila.

## Filmografía

### Películas
| Año  | Nombre en árabe           | Papel  |
| ---- | ------------------------- | ------ |
| 2006 | غنوجة بيا                 | Nadine |
| 2008 | Khaelik maei (خليك معي)   | Sahar  |
| 2011 | Ghalttet Omri (غلطة عمري) |        |

### Serie
| Año       | Nombre árabe               | Papel         |
| --------- | -------------------------- | ------------- |
| 1999      | Al Bashwat (الباشوات)      |               |
| 2000      | Lail Altheab (ليل الذئاب)  |               |
| 2000      | Duwaik                     |               |
| 2000      | Kert Elsebha               |               |
| 2000      | Es al shi                  |               |
| 2003      | Familia                    |               |
| 2003      | Zaman Al awghad            |               |
| 2005      | Alhal bedak                |               |
| 2006      | Ghannoujit Baya            | Nadine        |
| 2007      | Malla Zapta                |               |
| 2007      | Hawa fi altarekh           | Nefertiti     |
| 2008      | عصر الحريم                 | Layla         |
| 2008      | Al layla Al akhera         | Laura         |
| 2008      | Ebni (إبني)                |               |
| 2009      | Kalam neswan               |               |
| 2010      | Law Alkahraba man inaataet |               |
| 2010      | Loona                      | Loona         |
| 2010      | Mtr Nadad                  | Nada Al Zayat |
| 2012      | Khermet Ebra               |               |
| 2012      | Lawla Alhob                | Masa          |
| 2013      | Alwelada men Alkhasera     | Susan         |
| 2013      | Forsa                      |               |
| 2013      | Sanaoud Baad Kalil         | Dina          |
| 2013      | Amelia                     | Amelia        |
| 2014      | Welad albalad              |               |
| 2014-2015 | Alekhwa                    | Maria         |
| 2015      | Forsat eid                 |               |
| 2015      | Centro de Qesat            | Lynne         |
| 2016      | Jareema shaghaf            | Jumana        |
| 2017      | Alshakekatan               | Thoraya       |
| 2017      | Guerra jori                | Jori          |
| 2018      | Placa de cocción Hadota    | Aseel         |

### Teatro
| Año  | Nombre árabe   |
| ---- | -------------- |
| 2007 | Zenobia        |
| 2013 | Shams wa qamar |